# Chris Carter (chính khách)
Christopher Joseph Carter (sinh ngày 4 tháng 5 năm 1952) là một cựu đảng Lao động New Zealand và là thành viên độc lập của Quốc hội New Zealand. Ông là Bộ trưởng Nội các cấp cao trong Chính phủ Lao động thứ năm của New Zealand, cuối cùng giữ chức Bộ trưởng Bộ Giáo dục, Bộ trưởng chịu trách nhiệm về Văn phòng Đánh giá Giáo dục và Bộ trưởng Bộ Dân tộc. Ông là thành viên của Quốc hội bầu cử Te Atatu, nơi ông được bầu lần đầu tiên vào năm 1993. Ông không giành chiến thắng trong cuộc bầu cử lại (vào ghế thay thế, Waipareira) vào năm 1996, nhưng đã giành được một ghế Te Atatu mới và mở rộng vào năm 1999. Năm 2010, ông bị đình chỉ khỏi đảng Lao động sau một cuộc tranh chấp với lãnh đạo đảng Phil Goff, ngay sau đó ông trở thành nghị sĩ độc lập. Ông đã bị Đảng Lao động trục xuất vì vi phạm hiến pháp của Đảng trong việc đưa Đảng vào tình trạng bất ổn, vào ngày 11 tháng 10 năm 2010. Vào tháng 9 năm 2011 Carter đã từ chức tại Quốc hội sau khi được bổ nhiệm vào một vị trí của Liên Hợp Quốc tại Afghanistan, nơi ông đã phục vụ trong 4 năm. Năm 2015, ông được bổ nhiệm đứng đầu các hoạt động của Liên Hợp Quốc tại bang Rakhine tại Myanmar, nơi ông đã phục vụ trong 3 năm. Năm 2018, ông tái gia nhập Đảng Lao động New Zealand và tham gia bầu cử với tư cách là đại diện của Đảng Lao động trong cuộc bầu cử địa phương New Zealand 2019. Chris Carter đã được bầu và bổ nhiệm làm Chủ tịch Hội đồng Địa phương Henderson Massey với 11.250 phiếu bầu. Ông cũng đã giành chiến thắng trong cuộc bầu cử vào năm 2019 với tư cách là một trong 7 thành viên Hội đồng được bầu của Ủy ban Y tế quận Waitemata (WDHB) với 14,593 phiếu bầu. Cả hai vị trí có nhiệm kỳ 3 năm.

## Tuổi thơ và đời tư
Chris Carter sinh ngày 4 tháng 5 năm 1952 và được đưa lên vùng ngoại ô Panmure của Auckland.  Ông được đào tạo tại trường St Peter's, Auckland và tại Đại học Auckland, nơi ông đã nhận được bằng MA (Hons) trong lịch sử.
Trước khi tham gia chính trị, Carter đã từng làm giáo viên và là một nông dân chăn nuôi gia cầm. Đối tác của ông là Peter Kaiser, một hiệu trưởng và họ đã ở bên nhau hơn 40 năm. Vào ngày 10 tháng 2 năm 2007, Carter và Kaiser đã tham gia trong kết hợp dân sự đầu tiên cho một Bộ trưởng Nội các hoặc Thành viên Quốc hội kể từ khi các kết hợp dân sự ở New Zealand được đưa ra sau khi luật được thông qua vào tháng 12 năm 2004.